# Amata krymaea
Amata krymaea är en fjärilsart som beskrevs av Obraztsov 1937. Amata krymaea ingår i släktet Amata och familjen björnspinnare. Inga underarter finns listade i Catalogue of Life.